# نصرت‌آباد (محلات)
نصرت‌آباد یک روستا در ایران است که در بخش مرکزی شهرستان محلات در استان مرکزی واقع شده‌است.

## جمعیت
این روستا در دهستان باقرآباد قرار دارد و براساس سرشماری مرکز آمار ایران در سال ۱۳۸۵، جمعیت آن ۱۷ نفر (۴ خانوار) بوده‌است.